# Protheridiidae
Protheridiidae Wunderlich, 2004 è una famiglia di ragni fossili del sottordine Araneomorphae.

## Caratteristiche
La famiglia ha caratteristiche in comune con le seguenti famiglie di ragni: Theridiidae e Mysmenidae.

## Distribuzione
Si tratta di una famiglia estinta di ragni le cui specie ad oggi note sono state scoperte nell'ambra del mar Baltico, di Bitterfeld (in Germania) e della Giordania . Esse risalgono al Paleogene e al Cretaceo.

## Tassonomia
A febbraio 2015, di questa famiglia fossile sono noti due generi:
- Protheridion Wunderlich, 2004l †, Paleogene
- Zarqaraneus Wunderlich, 2008d †, Cretaceo